# Quitman (Arkansas)
Quitman es una ciudad ubicada en el condado de Cleburne en el estado estadounidense de Arkansas. En el Censo de 2010 tenía una población de 762 habitantes y una densidad poblacional de 148,44 personas por km².

## Geografía
Quitman se encuentra ubicada en las coordenadas 35°22′55″N 92°12′52″O / 35.38194, -92.21444. Según la Oficina del Censo de los Estados Unidos, Quitman tiene una superficie total de 5.13 km², de la cual 5.13 km² corresponden a tierra firme y (0%) 0 km² es agua.

## Demografía
Según el censo de 2010, había 762 personas residiendo en Quitman. La densidad de población era de 148,44 hab./km². De los 762 habitantes, Quitman estaba compuesto por el 97.38% blancos, el 0.26% eran afroamericanos, el 0.26% eran amerindios, el 0.13% eran asiáticos, el 0.66% eran isleños del Pacífico, el 0.66% eran de otras razas y el 0.66% pertenecían a dos o más razas. Del total de la población el 1.31% eran hispanos o latinos de cualquier raza.